# سید محمود نجفی فردوس
سید محمود نجفی فردوسی سیاستمدار اهل ایران و نماینده مجلس شورای ملی در دوره هفدهم (از ٧ اردبیهشت ماه ۱۳۳۱ تا ٢٧ آبانماه ۱۳۳٢ خورشیدی) از حوزه انتخابی فردوس و طبس بود.

## زندگی
سید محمود نجفی در سال ۱۲۹۸ در محله میدان فردوس متولد شد. پدرش آیت‌الله نجفی (سرکار آقا) از علمای سرشناس و روشنفکر زمان خویش بود. تحصیلات ابتدایی را در مدرسه نجفی فردوس گذراند و برای تحصیلات تکمیلی عازم تهران شد. وی دانش‌آموخته رشته حقوق دانشگاه تهران است.

### مسئولیت‌ها
از مسئولیت‌های وی می‌توان به موارد زیر اشاره کرد:
- نماینده فردوس در دوره هفدهم مجلس شورای ملی
- دادستان مشهد در دوره دکتر مصدق
- دادیار دیوان کیفری تهران
- دادستان استان فارس
- رئیس کل دادگستری فارس
- مستشار دیوان عالی کشور در دوره بیست و چهارم
- معاون وزیر دادگستری دولت موقت دکتر بازرگان
- رئیس کل ثبت اسناد کشور در دوره انقلاب اسلامی[۵]

## مرگ
سید محمود نجفی در دی‌ماه ۱۳۶۱ در کشور آمریکا بر اثر سرطان تیروئید درگذشت. جسدش را برای خاک سپاری به ایران منتقل کردند و در باغ رضوان فردوس (مقبره خانوادگیش) به خاک سپردند.